# Futaba Channel
O Futaba Channel (ふたば(双葉)☆ちゃんねる, Futaba Channeru, lit. "Canal da folha dupla, Canal de duas folhas"), ou somente Futaba, é um fórum de discussão do Japão.

## Origem
O Futaba Channel foi lançado em 30 de agosto de 2001, como um refúgio para os usuários do 2channel quando este tinha perigo de cair.[carece de fontes?] O imageboard 4chan é baseado no sistema do Futaba.

## Conceito
O Futaba Channel consiste em 60 imageboards (três deles são boards oekaki), e 40 message boards, com temas que vão desde problemas diários pessoais até junk food, esportes, ramen e pornografia. Também há um lugar a postagem geral de arquivos sem ser imagens. O Futaba é mantido por um script personalizado com base em GazouBBS. O Futaba script é de código aberto e usado para executar muitas imageboards japoneses.

## Cultura
O Futaba tem gerado uma série de piadas visuais estranhas e personagens; as OS-tans seriam uma espécie de meme originário do Futaba Channel que se espalhou na cultura ocidental da Internet. Alguns dos personagens que aparecem no Futaba Channel entraram no mundo real na forma de diversos bens da vida real, tais como figuras, bonecos ou imagens impressas em travesseiros. Esses itens são produzidos principalmente por dōjin, artistas e grupos japoneses.
Usuários não-japoneses da Internet, por vezes, referem-se ao Futaba Channel como 2chan, devido ao endereço do site. É frequentemente não claro se este se destina a dizer Futaba Channel ou 2channel, e às vezes até mesmo se refere a ambos, como se fossem um único site. Para eliminar a confusão, os nomes Futaba e 2channel são usados.
Futaba Channel também inspirou o imageboard inglês 4chan como um site irmão.